# Łukasz Karwowski
Łukasz Karwowski (ur. 30 grudnia 1965 r. w Toruniu) – polski reżyser, scenarzysta, oraz producent filmowy.

## Życie i twórczość

### Wykształcenie
W latach 1985–1986 studiował polonistykę na Uniwersytecie Mikołaja Kopernika w Toruniu. W latach 1986–1990 był studentem Wydziału Reżyserii PWSFTviT w Łodzi, gdzie uczył się pod okiem Wojciecha Jerzego Hasa. Jeden z jego szkolnych filmów, Wstęga Möbiusa, otrzymał w 1989 r. nominację do studenckiego Oscara. Podczas studiów w 1989 roku był również studentem National Film and Television School w Londynie. W tym samym roku ukończył warsztaty masteringowe w Belgradzie prowadzone przez Istvana Szabo.

### Debiut i pierwsze produkcje
Debiutował w 1992 roku pełnometrażowym thrillerem ze zdjęciami Pawła Edelmana pt. Listopad (November), który powstał w koprodukcji polsko-francuskiej. Otrzymał za niego nagrodę Fundacji Kultury Polskiej na Festiwalu Polskich Filmów Fabularnych w Gdyni (1992). Rozpoczął jednak od etiud szkolnych (fabularnych, dokumentalnych, telewizyjnych i ćwiczeń technicznych), których łącznie nagrał jedenaście. Jedna z nich, dokumentalna Rejestracja (1988), została nagrodzona w Paryżu i Nîmes. Powstała rok później Wstęga Möbiusa, oprócz nominacji do Oscara, otrzymała też nagrody w Paryżu, Nîmes, Tel Awiwie oraz Edynburgu.
W latach 90. przeniósł się do Francji, gdzie założył firmę producencką Moon Movie, w której wyreżyserował około 160 filmów reklamowych (m.in. dla takich marek jak Daewoo, Danone, Johnson&Johnson, LOT, MK Cafe). Przez kilkanaście miesięcy mieszkał też w Los Angeles.

### Kolejne filmy
W 2006 roku powrócił do filmów pełnometrażowych. Jego Południe-Północ (2006), dramat z Borysem Szycem, Agnieszką Grochowską i Robertem Więckiewiczem, otworzył 22. Warszawski Festiwal Filmowy. W 2007 roku przyniósł również Karwowskiemu nagrodę „Flisaka Tofifest” – Specjalnej Kujawsko-Pomorskiej Nagrody Filmowej przyznawanej przez MFF Tofifest. Na Cieszyńskim Festiwalu Filmowym „Wakacyjne kadry” otrzymał „Złotą Podkowę” za najlepszy film. Południe-Północ jest pierwszym polskim filmem w całości zrealizowanym ze środków prywatnych, który odniósł sukces rynkowy.
Kolejny film, Mała wielka miłość (Expecting Love) z 2008 roku, ze zdjęciami Arkadiusza Tomiaka, jako pierwsza polska produkcja została częściowo zrealizowana na terenie Stanów Zjednoczonych z pełną ekipą produkcyjną. W filmie pojawiła się również mieszana, polsko-amerykańska obsada (m.in. Agnieszka Grochowska, Joshua Leonard (znany z głównej roli w Blair With Project), Mikołaj Grabowski, Marcin Bosak, Robert Forster (nominacja do Oscara za rolę w Jackie Brown) oraz Agata Kulesza). Historia miłości amerykańskiego prawnika i studentki z Warszawy od początku cieszyła się zainteresowaniem widzów, dlatego nadal jest emitowana przez różne stacje telewizyjne; doczekała się też adaptacji w postaci serialu. Została również nagrodzona Srebrnym Biletem podczas Forum Wokół Kina w 2008 roku.
Ważnym momentem w twórczości Karwowskiego był również film dokumentalny Doktor z 2009 roku, poświęcony postaci jego dziadka, wiejskiego doktora Ottona Karwowskiego.
W 2011 roku wyreżyserował komedię Kac Wawa. To jedyny projekt w jego dorobku, którego nie był scenarzystą i na którego ostateczną wersję montażu nie miał wpływu. Ostatnie produkcje Karwowskiego to m.in. Syn Miasta (pilot serial dla Polsatu z 2013 roku), Toruń Europejską Stolicą Kultury 2016 (film promocyjny z 2016 roku), TZMO Global (film promocyjny zrealizowany z dużym rozmachem z 2018 roku).
Od 20 lat prowadzi swoją firmę producencką Zoom Media sp. z o.o. Jego reklamy zostały nagrodzone na wielu festiwalach.

### Życie prywatne
Karwowski jest mężem Weroniki Karwowskiej i tatą sześciorga dzieci: Franciszka, Rocha, Mii, Leona, Tymona i Iwa. Mieszka w Warszawie.

## Filmografia

### Reżyser
- L'amour – czyli życie jest trudne (1986)
- Przejście (1987)
- Nieroby (1987)
- Kobieta, która czeka (1987)
- Karuzela, karuzela... (1987)
- Jest dobrze (1987)
- Wstęga Möbiusa (1988)
- Rejestracja (1988)
- Strachy (1989)
- Maria (1990)
- Sal (1991)
- Listopad (November, 1992)
- Południe-Północ (2006)
- Dziecko (2007)
- Mała wielka miłość (Expecting Love, 2008)
- Doktor (2009)
- Kac Wawa (2012)
- Syn miasta (2013)
- Toruń Europejską Stolicą Kultury 2016 (2016)
- TZMO Global (2018)

### Scenarzysta
- Karuzela, karuzela... (1987)
- Wstęga Möbiusa (1988)
- Rejestracja (1988)
- 'Maria' (1990)
- Listopad (Novembre, 1992)
- Południe-Północ (2006)
- Mała wielka miłość (Expecting Love, 2008)
- Doktor (2006)
- Toruń Europejską Stolicą Kultury 2016 (2016)
- TZMO Global (2018)

### Producent filmowy
- Grający z talerza (1995)
- Południe-Północ (2006)
- Toruń Europejską Stolicą Kultury 2016 (2016)
- TZMO Global (2018)

## Wybrane nagrody i wyróżnienia[5]
- Nagroda Stowarzyszenia „Kina Polskie” – Srebrny Bilet dla filmu Mała wielka miłość,
- MFF Tofifest – Nagroda Prezydenta Miasta Torunia Flisak,
- FF „Wakacyjne kadry” w Cieszynie –  „Złota Podkowa” za najlepszy film w konkursie filmów fabularnych,
- Festiwal Filmowy w Gdyni – Nagroda Fundacji Kultury Polskiej,
- Tel-Aviv International Student Film Festival – Nagroda Główna
- MFFD Edynburg – nagroda dla najlepszego filmu,
- Festiwal Szkół Filmowych w Nîmes – nagroda za scenariusz i inne.